# Petra Scherer
Petra Scherer (* 12. April 1970 in Dillingen/Saar) ist eine ehemalige saarländische Politikerin (SPD).

## Ausbildung und Beruf
Nach der Grundschulzeit in Schmelz-Hüttersdorf besuchte sie das Staatliche Realgymnasium Dillingen und erwarb dort 1989 ihr Abitur. Im Anschluss studierte sie bis 1997 Politikwissenschaft und Germanistik an der Universität des Saarlandes. In den Jahren 1998 und 1999 absolvierte sie ein Volontariat in der Pressestelle der saarländischen Staatskanzlei.

## Politik
Der SPD gehört Scherer seit 1986 an. Seit 1997 ist sie stellvertretende Vorsitzende des Kreisverbands Saarlouis. Sie hat den Vorsitz der SPD-Frauen im Kreisverband Saarlouis (seit 2003) sowie den Vorsitz des Gemeindeverbands Saarwellingen (seit 2004) inne. Außerdem war Scherer von 2002 bis 2008 Landesvorsitzende der Falken im Saarland.
Dem Landtag des Saarlandes gehörte Scherer seit der zwölften Legislaturperiode (1999) an. Dort war sie Mitglied in den Ausschüssen Eingaben und Inneres, Datenschutz, Familie, Frauen und Sport sowie Finanzen und Haushaltsfragen. Seit der Wahl im Sommer 2009 gehört Scherer nicht mehr dem saarländischen Landtag an. Über ihre Arbeit nach dem Mandat ist nichts bekannt.

## Persönliches
Petra Scherer ist römisch-katholisch und hat ein Kind.